# قایق دورهام
قایق دورهام (به انگلیسی: Durham boat) یک کشتی است.